# Dinamarca en los Juegos Olímpicos de Atenas 1896
Dinamarca estuvo representada en los Juegos Olímpicos de Atenas 1896 por un total de 3 deportistas que compitieron en 5 deportes.  

## Medallistas
El equipo olímpico danés obtuvo las siguientes medallas:
| Nombre         | Deporte      | Competición                      |
| -------------- | ------------ | -------------------------------- |
| Oro            |              |                                  |
| Viggo Jensen   | Halterofilia | Levantamiento con dos manos M    |
| Plata          |              |                                  |
| Viggo Jensen   | Halterofilia | Levantamiento con una mano M     |
| Holger Nielsen | Tiro         | Pistola libre 30 m M             |
| Bronce         |              |                                  |
| Holger Nielsen | Esgrima      | Sable ind. M                     |
| Viggo Jensen   | Tiro         | Rifle en tres posiciones 300 m M |
| Holger Nielsen | Tiro         | Pistola rápida de fuego 25 m M   |